# نولفي
نولفي، (بالإنجليزية: Nulvi)‏، (سردينيا: Nùivi) هي بلدية، في مقاطعة ساساري في منطقة سردينيا الإيطالية، وتقع على بعد حوالي 180 كم (110 ميل) إلى الشمال من كالياري، وحوالي 20 كم (12 ميل) شمال شرق ساساري. وهي واحدة من المراكز الرئيسية في المنطقة التاريخية أنجلونا.

## السكان
في سنة 1861 بلغ عدد السكان 2٬925 نسمة، وتطور العدد ليصل في سنة 2011 لـ 2٬851 نسمة.
يظهر هذا المخطط البياني تطور النمو السكاني لـ نولفي